# Okręg wyborczy nr 4 do Sejmu Rzeczypospolitej Polskiej (1993–2001)
Okręg wyborczy nr 4 do Sejmu Rzeczypospolitej Polskiej (1993–2001) obejmował województwo białostockie. W ówczesnym kształcie został utworzony w 1993. Wybieranych było w nim 7 posłów w systemie proporcjonalnym.
Siedzibą okręgowej komisji wyborczej był Białystok.

## Wyniki wyborów
| Podział 7 mandatów: SLD: 4 UP: 1 PSL: 1 UD: 1 |

| Podział 7 mandatów: SLD: 2 AWS: 5 |

## Reprezentanci okręgu
| Sejm | Rok  | Poseł KW                            | Poseł KW                            | Poseł KW                            | Poseł KW                            | Poseł KW                            | Poseł KW                            | Poseł KW                            | Poseł KW                            | Poseł KW                            | Poseł KW                            | Poseł KW                            | Poseł KW                            | Poseł KW                            | Poseł KW                            |
| ---- | ---- | ----------------------------------- | ----------------------------------- | ----------------------------------- | ----------------------------------- | ----------------------------------- | ----------------------------------- | ----------------------------------- | ----------------------------------- | ----------------------------------- | ----------------------------------- | ----------------------------------- | ----------------------------------- | ----------------------------------- | ----------------------------------- |
| II   | 1993 |                                     | W. Cimoszewicz SLD                  |                                     | A. Małachowski UP                   |                                     | K. Wolfram UD                       |                                     | S. Plewa SLD                        |                                     | A. Dobroński PSL                    |                                     | S. Maliszewski SLD                  |                                     | M. Piecka SLD                       |
| III  | 1997 |                                     | W. Cimoszewicz SLD                  | K. Jurgiel AWS                      |                                     | J. Mozolewski AWS                   |                                     | P. Krutul AWS                       | S. Plewa SLD                        |                                     | M. Blecharczyk AWS                  |                                     | W. Pawłowski AWS                    |                                     |                                     |
| IV   | 2001 | okręg zniesiony – patrz okręg nr 24 | okręg zniesiony – patrz okręg nr 24 | okręg zniesiony – patrz okręg nr 24 | okręg zniesiony – patrz okręg nr 24 | okręg zniesiony – patrz okręg nr 24 | okręg zniesiony – patrz okręg nr 24 | okręg zniesiony – patrz okręg nr 24 | okręg zniesiony – patrz okręg nr 24 | okręg zniesiony – patrz okręg nr 24 | okręg zniesiony – patrz okręg nr 24 | okręg zniesiony – patrz okręg nr 24 | okręg zniesiony – patrz okręg nr 24 | okręg zniesiony – patrz okręg nr 24 | okręg zniesiony – patrz okręg nr 24 |

### Wybory parlamentarne 1993
| Komitet wyborczy                                      | Komitet wyborczy                                     | Głosów | %     | Mandaty | Wybrani posłowie                                                                  |
| ----------------------------------------------------- | ---------------------------------------------------- | ------ | ----- | ------- | --------------------------------------------------------------------------------- |
|                                                       | Sojusz Lewicy Demokratycznej                         | 62 988 | 24,77 | 4       | Włodzimierz Cimoszewicz, Sergiusz Plewa, Stanisław Maliszewski, Mieczysław Piecka |
|                                                       | Katolicki Komitet Wyborczy „Ojczyzna”                | 34 911 | 13,73 | –       |                                                                                   |
|                                                       | Polskie Stronnictwo Ludowe                           | 25 997 | 10,23 | 1       | Adam Dobroński                                                                    |
|                                                       | Koalicja dla Rzeczypospolitej                        | 18 956 | 7,46  | –       |                                                                                   |
|                                                       | Unia Pracy                                           | 16 311 | 6,42  | 1       | Aleksander Małachowski                                                            |
|                                                       | Unia Demokratyczna                                   | 15 173 | 5,97  | 1       | Krzysztof Wolfram                                                                 |
|                                                       | Konfederacja Polski Niepodległej                     | 11 375 | 4,47  | –       |                                                                                   |
|                                                       | Bezpartyjny Blok Wspierania Reform                   | 10 542 | 4,15  | –       |                                                                                   |
|                                                       | Porozumienie Centrum                                 | 10 253 | 4,03  | –       |                                                                                   |
|                                                       | Związek Białoruski                                   | 10 164 | 4,00  | –       |                                                                                   |
|                                                       | Niezależny Samorządny Związek Zawodowy „Solidarność” | 9637   | 3,79  | –       |                                                                                   |
|                                                       | Kongres Liberalno-Demokratyczny                      | 6551   | 2,58  | –       |                                                                                   |
|                                                       | Polskie Stronnictwo Ludowe – Porozumienie Ludowe     | 5947   | 2,34  | –       |                                                                                   |
|                                                       | Unia Polityki Realnej                                | 5899   | 2,32  | –       |                                                                                   |
|                                                       | Samoobrona – Leppera                                 | 5309   | 2,09  | –       |                                                                                   |
|                                                       | Partia X                                             | 4234   | 1,67  | –       |                                                                                   |
| Frekwencja: 52,22% Źródło: Państwowa Komisja Wyborcza |                                                      |        |       |         |                                                                                   |

Poniższa tabela przedstawia podział mandatów dla komitetów wyborczych na podstawie uzyskanych głosów, a następnie obliczonych ilorazów wyborczych na podstawie metody D’Hondta.
| Podział mandatów dla komitetów wyborczych na podstawie metody D’Hondta | Podział mandatów dla komitetów wyborczych na podstawie metody D’Hondta | Podział mandatów dla komitetów wyborczych na podstawie metody D’Hondta | Podział mandatów dla komitetów wyborczych na podstawie metody D’Hondta | Podział mandatów dla komitetów wyborczych na podstawie metody D’Hondta | Podział mandatów dla komitetów wyborczych na podstawie metody D’Hondta | Podział mandatów dla komitetów wyborczych na podstawie metody D’Hondta | Podział mandatów dla komitetów wyborczych na podstawie metody D’Hondta | Podział mandatów dla komitetów wyborczych na podstawie metody D’Hondta | Podział mandatów dla komitetów wyborczych na podstawie metody D’Hondta | Podział mandatów dla komitetów wyborczych na podstawie metody D’Hondta | Podział mandatów dla komitetów wyborczych na podstawie metody D’Hondta |
| Komitet wyborczy                                                       | Komitet wyborczy                                                       | Liczba głosów                                                          | Iloraz wyborczy                                                        | Iloraz wyborczy                                                        | Iloraz wyborczy                                                        | Iloraz wyborczy                                                        | Iloraz wyborczy                                                        | Iloraz wyborczy                                                        | Iloraz wyborczy                                                        | Mandaty                                                                | TP                                                                     |
| Komitet wyborczy                                                       | Komitet wyborczy                                                       | Liczba głosów                                                          | /1                                                                     | /2                                                                     | /3                                                                     | /4                                                                     | /5                                                                     | /6                                                                     | /7                                                                     | Mandaty                                                                | TP                                                                     |
| ---------------------------------------------------------------------- | ---------------------------------------------------------------------- | ---------------------------------------------------------------------- | ---------------------------------------------------------------------- | ---------------------------------------------------------------------- | ---------------------------------------------------------------------- | ---------------------------------------------------------------------- | ---------------------------------------------------------------------- | ---------------------------------------------------------------------- | ---------------------------------------------------------------------- | ---------------------------------------------------------------------- | ---------------------------------------------------------------------- |
|                                                                        | Sojusz Lewicy Demokratycznej                                           | 62 988                                                                 | 62 988                                                                 | 31 494                                                                 | 20 996                                                                 | 15 747                                                                 | 12 598                                                                 | 10 498                                                                 | 8998                                                                   | 4                                                                      | 2,89                                                                   |
|                                                                        | Polskie Stronnictwo Ludowe                                             | 25 997                                                                 | 25 997                                                                 | 12 999                                                                 | 8666                                                                   | 6499                                                                   | 5199                                                                   | 4333                                                                   | 3714                                                                   | 1                                                                      | 1,19                                                                   |
|                                                                        | Unia Pracy                                                             | 16 311                                                                 | 16 311                                                                 | 8156                                                                   | 5437                                                                   | 4078                                                                   | 3262                                                                   | 2719                                                                   | 2330                                                                   | 1                                                                      | 0,75                                                                   |
|                                                                        | Unia Demokratyczna                                                     | 15 173                                                                 | 15 173                                                                 | 7587                                                                   | 5058                                                                   | 3793                                                                   | 3035                                                                   | 2529                                                                   | 2168                                                                   | 1                                                                      | 0,70                                                                   |
|                                                                        | Konfederacja Polski Niepodległej                                       | 11 375                                                                 | 11 375                                                                 | 5688                                                                   | 3792                                                                   | 2844                                                                   | 2275                                                                   | 1896                                                                   | 1625                                                                   | 0                                                                      | 0,52                                                                   |
|                                                                        | Bezpartyjny Blok Wspierania Reform                                     | 10 542                                                                 | 10 542                                                                 | 5271                                                                   | 3514                                                                   | 2636                                                                   | 2108                                                                   | 1757                                                                   | 1506                                                                   | 0                                                                      | 0,48                                                                   |
|                                                                        | Związek Białoruski                                                     | 10 164                                                                 | 10 164                                                                 | 5082                                                                   | 3388                                                                   | 2541                                                                   | 2033                                                                   | 1694                                                                   | 1452                                                                   | 0                                                                      | 0,47                                                                   |
| Ogółem                                                                 | Ogółem                                                                 | 152 550                                                                | —                                                                      | —                                                                      | —                                                                      | —                                                                      | —                                                                      | —                                                                      | —                                                                      | 7                                                                      | 7                                                                      |

### Wybory parlamentarne 1997
| Komitet wyborczy                                      | Komitet wyborczy                                 | Głosów  | %     | Mandaty | Wybrani posłowie                                                                          |
| ----------------------------------------------------- | ------------------------------------------------ | ------- | ----- | ------- | ----------------------------------------------------------------------------------------- |
|                                                       | Akcja Wyborcza Solidarność                       | 115 634 | 44,29 | 5       | Krzysztof Jurgiel, Józef Mozolewski, Piotr Krutul, Marian Blecharczyk, Waldemar Pawłowski |
|                                                       | Sojusz Lewicy Demokratycznej                     | 64 985  | 24,89 | 2       | Włodzimierz Cimoszewicz, Sergiusz Plewa                                                   |
|                                                       | Unia Wolności                                    | 18 690  | 7,16  | –       |                                                                                           |
|                                                       | Ruch Odbudowy Polski                             | 14 721  | 5,64  | –       |                                                                                           |
|                                                       | Stowarzyszenie Słowiańskiej Mniejszości Narodowe | 13 632  | 5,22  | –       |                                                                                           |
|                                                       | Unia Pracy                                       | 11 550  | 4,42  | –       |                                                                                           |
|                                                       | Polskie Stronnictwo Ludowe                       | 9083    | 3,48  | –       |                                                                                           |
|                                                       | Krajowa Partia Emerytów i Rencistów              | 4858    | 4,86  | –       |                                                                                           |
|                                                       | Unia Prawicy Rzeczypospolitej                    | 3288    | 1,26  | –       |                                                                                           |
|                                                       | Blok dla Polski                                  | 2533    | 0,97  | –       |                                                                                           |
|                                                       | Krajowe Porozumienie Emerytów i Rencistów        | 2126    | 0,81  | –       |                                                                                           |
| Frekwencja: 52,12% Źródło: Państwowa Komisja Wyborcza |                                                  |         |       |         |                                                                                           |

Poniższa tabela przedstawia podział mandatów dla komitetów wyborczych na podstawie uzyskanych głosów, a następnie obliczonych ilorazów wyborczych na podstawie metody D’Hondta.
| Podział mandatów dla komitetów wyborczych na podstawie metody D’Hondta | Podział mandatów dla komitetów wyborczych na podstawie metody D’Hondta | Podział mandatów dla komitetów wyborczych na podstawie metody D’Hondta | Podział mandatów dla komitetów wyborczych na podstawie metody D’Hondta | Podział mandatów dla komitetów wyborczych na podstawie metody D’Hondta | Podział mandatów dla komitetów wyborczych na podstawie metody D’Hondta | Podział mandatów dla komitetów wyborczych na podstawie metody D’Hondta | Podział mandatów dla komitetów wyborczych na podstawie metody D’Hondta | Podział mandatów dla komitetów wyborczych na podstawie metody D’Hondta | Podział mandatów dla komitetów wyborczych na podstawie metody D’Hondta | Podział mandatów dla komitetów wyborczych na podstawie metody D’Hondta | Podział mandatów dla komitetów wyborczych na podstawie metody D’Hondta |
| Komitet wyborczy                                                       | Komitet wyborczy                                                       | Liczba głosów                                                          | Iloraz wyborczy                                                        | Iloraz wyborczy                                                        | Iloraz wyborczy                                                        | Iloraz wyborczy                                                        | Iloraz wyborczy                                                        | Iloraz wyborczy                                                        | Iloraz wyborczy                                                        | Mandaty                                                                | TP                                                                     |
| Komitet wyborczy                                                       | Komitet wyborczy                                                       | Liczba głosów                                                          | /1                                                                     | /2                                                                     | /3                                                                     | /4                                                                     | /5                                                                     | /6                                                                     | /7                                                                     | Mandaty                                                                | TP                                                                     |
| ---------------------------------------------------------------------- | ---------------------------------------------------------------------- | ---------------------------------------------------------------------- | ---------------------------------------------------------------------- | ---------------------------------------------------------------------- | ---------------------------------------------------------------------- | ---------------------------------------------------------------------- | ---------------------------------------------------------------------- | ---------------------------------------------------------------------- | ---------------------------------------------------------------------- | ---------------------------------------------------------------------- | ---------------------------------------------------------------------- |
|                                                                        | Akcja Wyborcza Solidarność                                             | 115 634                                                                | 115 634                                                                | 57 814                                                                 | 38 545                                                                 | 28 909                                                                 | 23 127                                                                 | 19 272                                                                 | 16 519                                                                 | 5                                                                      | 3,42                                                                   |
|                                                                        | Sojusz Lewicy Demokratycznej                                           | 64 985                                                                 | 64 985                                                                 | 32 943                                                                 | 21 662                                                                 | 16 246                                                                 | 12 997                                                                 | 10 831                                                                 | 9284                                                                   | 2                                                                      | 1,92                                                                   |
|                                                                        | Unia Wolności                                                          | 18 690                                                                 | 18 690                                                                 | 9345                                                                   | 6230                                                                   | 4673                                                                   | 3738                                                                   | 3115                                                                   | 2670                                                                   | 0                                                                      | 0,55                                                                   |
|                                                                        | Ruch Odbudowy Polski                                                   | 14 721                                                                 | 14 721                                                                 | 7361                                                                   | 4907                                                                   | 3680                                                                   | 2944                                                                   | 2454                                                                   | 2103                                                                   | 0                                                                      | 0,44                                                                   |
|                                                                        | Stowarzyszenie Słowiańskiej Mniejszości Narodowe                       | 13 632                                                                 | 13 632                                                                 | 6816                                                                   | 4544                                                                   | 3408                                                                   | 2726                                                                   | 2272                                                                   | 1947                                                                   | 0                                                                      | 0,40                                                                   |
|                                                                        | Polskie Stronnictwo Ludowe                                             | 9083                                                                   | 9083                                                                   | 4542                                                                   | 3028                                                                   | 2271                                                                   | 1817                                                                   | 1514                                                                   | 1298                                                                   | 0                                                                      | 0,27                                                                   |
| Ogółem                                                                 | Ogółem                                                                 | 236 745                                                                | —                                                                      | —                                                                      | —                                                                      | —                                                                      | —                                                                      | —                                                                      | —                                                                      | 7                                                                      | 7                                                                      |